# Lothar Geisler (Fußballspieler)
Lothar Geisler (* 8. Dezember 1936 in Dortmund; † 29. April 2019) war ein deutscher Fußballspieler. Er absolvierte von 1957 bis 1963 in der damals erstklassigen Fußball-Oberliga West bei den Vereinen VfL Bochum (1957–1959) und Borussia Dortmund (1959–1963) insgesamt 115 Oberligaspiele und erzielte dabei als Abwehrspieler zwei Tore. Im letzten Jahr der Oberligaära, 1962/63, gewann er mit Dortmund die deutsche Fußballmeisterschaft.

## Laufbahn

### Amateur und Oberliga West, bis 1963
Geisler begann im Alter von zwölf Jahren 1948 das Fußballspielen als Torwart in der 2. Jugendmannschaft des VfL Kemminghausen. Nach zwei Jahren wechselte er 1950 in die zweite Jugendmannschaft des TuS Eving-Lindenhorst, wo er allerdings nicht mehr als Torwart, sondern als Mittelläufer eingesetzt wurde. Nachdem er seine Zeit in der A-Jugend, mit der er mehrmals den „Fredenbaum-Pokal“ gewann, beendet hatte, wurde er in der 1. Mannschaft des TuS in der Landesliga eingesetzt. Von den Grün-Weißen des TuS Eving-Lindenhorst, aus der Landesliga Westfalen, kam der als Mittelläufer und Verteidiger einsetzbare Abwehrspieler zur Saison 1957/58 zum VfL Bochum in die Oberliga West. Er debütierte unter Trainer Herbert Widmayer am 11. August 1957 bei der 0:1-Heimniederlage gegen den Meidericher SV auf der Mittelläuferposition in der Oberliga. In seinem zweiten Jahr in Bochum, 1958/59, kam er mit dem VfL auf den vierten Rang, einen Platz vor Borussia Dortmund. Gegen die Mannschaft vom Stadion Rote Erde hatte Bochum beide Rundenspiele für sich entscheiden können. In der Hinrunde gab es einen 3:0-Heimerfolg und in der Rückrunde reichte es gar zu einem 4:3-Auswärtssieg. In beiden Begegnungen hielt die Qualität der VfL-Defensive mit Geisler die Offensivkraft des BVB um Alfred Kelbassa, Aki Schmidt, Hans-Georg Dulz, Friedhelm Konietzka und Hans Cieslarczyk erfolgreich in Schach. Geisler nahm nach 52 Oberligaspielen für Bochum das Angebot von Borussia Dortmund an und wechselte zur Saison 1959/60 zu den Schwarz-Gelben. Verein und Spieler nahmen dabei sogar eine einjährige Wechselsperre in Kauf.
Am ersten Spieltag der Runde 1960/61, den 14. August 1960, war Geisler erstmals in der Oberliga West für Borussia Dortmund aktiv. Er dirigierte als Mittelläufer beim 4:1-Heimsieg gegen Viktoria Köln die Dortmunder Abwehr. Unter Trainer Max Merkel erreichte der BVB die Vizemeisterschaft im Westen – Geisler hatte 26 Ligaspiele absolviert – und zog damit in die Endrunde um die deutsche Meisterschaft ein. In der Endrunde setzte sich Dortmund gegen den Hamburger SV, Eintracht Frankfurt und den 1. FC Saarbrücken durch und zog in das Finale um die deutsche Meisterschaft ein. Der 1. FC Nürnberg setzte sich aber im Endspiel am 24. Juni 1961 mit einem klaren 3:0-Erfolg gegen die Westfalen mit Mittelläufer Geisler durch.
Im zweiten Trainerjahr von Hermann Eppenhoff, 1962/63, kam Dortmund hinter dem 1. FC Köln erneut zur Vizemeisterschaft in der Westoberliga. Geisler bildete jetzt mit Wilhelm Burgsmüller das Verteidigerpaar und Wolfgang Paul hatte die Mittelläuferrolle inne. In der Endrunde um die deutsche Meisterschaft setzte sich der BVB gegen 1860 München, Hamburger SV und Borussia Neunkirchen durch und zog damit in das Finale am 29. Juni 1963 in Stuttgart gegen den Westmeister 1. FC Köln ein. Mit dem sicheren Rückhalt der Defensive mit Bernhard Wessel (Torhüter), Burgsmüller, Geisler, Dieter Kurrat, Paul und Helmut Bracht konnte gegen die favorisierten Kölner ein 3:1-Sieg erreicht und die deutsche Meisterschaft nach Dortmund geholt werden.

### Bundesliga, 1963 bis 1967
Unmittelbar vor dem Start der neuen Fußball-Bundesliga wurde der DFB-Pokal ausgespielt. Nach Erfolgen gegen Sportfreunde Saarbrücken, 1860 München und im Halbfinale gegen Werder Bremen, fand das Endspiel am 14. August 1963 in Hannover gegen den Hamburger SV statt. Uwe Seeler entschied das Finale mit drei Toren zu Gunsten der Hamburger. Zehn Tage später debütierte die neu geschaffene Bundesliga. Dortmund trat am 24. August bei Werder Bremen an und verlor das Startspiel mit 2:3 Toren. In der Abwehr formierte sich dabei der BVB mit Hans Tilkowski (Torhüter), Burgsmüller und Gerd Cyliax in der Verteidigung, sowie der Läuferreihe mit Kurrat, Geisler und Bracht. Mit 27 Einsätzen gehörte Geisler der Stammformation an und die Borussia belegte den vierten Rang. Zum Höhepunkt der Saison 1963/64 wurden aber die Spiele im Europapokal der Meister gegen Lyn Oslo, Benfica Lissabon, FK Dukla Prag und Inter Mailand. Das Ausschalten des Titelverteidigers aus Lissabon in der 2. Runde mit deren internationalen Größen wie Torhüter Costa Pereira, dem Mittelfeldstrategen Mário Coluna und den Angreifern José Augusto, António Simões und dem herausragenden Torjäger Eusébio stellte im November/Dezember 1963 eine Sensation dar, insbesondere der 5:0-Heimerfolg der Borussen am 4. Dezember vor 40.700 Zuschauern in der Roten Erde, mit dem dreifachen Torschützen Franz Brungs. Geisler dirigierte als Mittelläufer die Abwehr. Im Viertelfinale folgte der 4:0-Auswärtserfolg bei Dukla Prag, wo zumindest der Mittelfeldmotor Josef Masopust eine feste internationale Größe repräsentierte. Im Halbfinale scheiterte der BVB an dem späteren Cupsieger Inter Mailand, zeigte aber beim 2:2-Heimremis am 15. April 1964 eine großartige Leistung gegen die Mannschaft von Startrainer Helenio Herrera. Inter hatte mit Giuliano Sarti (Torhüter), Tarcisio Burgnich, Giacinto Facchetti, Aristide Guarneri und Armando Picchi sowie aushilfsweise Horst Szymaniak überragende Defensivakteure in ihren Reihen. Da aber auch mit Luis Suárez, Mario Corso, Jair da Costa und Sandro Mazzola für die Offensive herausragende Kräfte zur Verfügung standen, war die 0:2-Niederlage der Dortmunder am 29. April vor 76.788 Zuschauern im San Siro keine Enttäuschung. Lothar Geisler absolvierte sieben Spiele im Landesmeisterwettbewerb der Saison 1963/64.
Als mit Trainer Willi Multhaup in der Saison 1965/66 in der Bundesliga die Vizemeisterschaft erreicht wurde, hatte Geisler nochmals in 17 Spielen mit einem Tor seinen Anteil daran. Im Wettbewerb des Europapokal der Pokalsieger kam er dagegen zu keinem Einsatz. Im mit 2:1 nach Verlängerung gewonnenen Finale am 5. Mai 1966 in Glasgow gegen den FC Liverpool bildeten Tilkowski, Cyliax, Theo Redder, Kurrat, Paul und Rudi Assauer die Defensive bei Dortmund. Das letzte Pflichtspiel für den BVB bestritt Geisler am Starttag der Runde 1966/67, dem 20. August 1966, bei der 1:2-Heimniederlage gegen Fortuna Düsseldorf. Er bildete dabei zusammen mit Gerd Peehs das Verteidigerpaar bei der Elf des neuen Trainers Heinz Murach. Nach insgesamt 54 Bundesligaspielen (1 Tor) beendete der Abwehrspieler im Sommer 1967 seine höherklassige Laufbahn und übernahm zur Saison 1967/68 das Amt des Spielertrainers bei seinem ehemaligen Verein TuS Eving-Lindenhorst.

### Nach der Karriere
Beruflich arbeitete Geisler während seiner Zeit beim VfL Bochum als Dreher im Bochumer Stahlwerk. Nach Beendigung seiner Profilaufbahn war Geisler als Lagerverwalter bei den Dortmunder Stadtwerken beschäftigt und betreute als Trainer im Amateurbereich diverse Vereine wie Lüdenscheid 09, Teutonia Lanstrop, SuS Menden, TuS Sundern, FC Fröndenberg, SuS Oestrich, Sportfreunde Sölderholz und Ardey Witten. Außerdem war er fast 40 Jahre Mitglied der Traditionsmannschaft des BVB.

## Familie
Geisler starb im April 2019. Er hinterlässt seine Ehefrau Helma und die beiden erwachsenen Kinder Dirk und Simone.

## Erfolge
- Deutscher Meister 1963
- DFB-Pokalsieger 1965
- Pokalfinalist 1963
- Vizemeisterschaft 1961
- Europapokalsieger der Pokalsieger 1966